# Myrcia sintenisiana
Myrcia sintenisiana là một loài của thực vật thuộc họ Myrtaceae (Myrtle). Đây là loài đặc hữu của Puerto Rico.